# Amt Gransee und Gemeinden
Het Amt Gransee und Gemeinden is een samenwerkingsverband van vijf gemeenten in het Landkreis Oberhavel in de Duitse deelstaat Brandenburg. Het amt telt 9.108 inwoners. Het bestuurscentrum is gevestigd in Gransee.

## Gemeenten
Het amt omvat de volgende gemeenten:
1. Gransee
2. Großwoltersdorf
3. Schönermark
4. Sonnenberg
5. Stechlin

Birkenwerder ·
Fürstenberg/Havel ·
Glienicke/Nordbahn ·
Gransee ·
Großwoltersdorf ·
Hennigsdorf ·
Hohen Neuendorf ·
Kremmen ·
Leegebruch ·
Liebenwalde ·
Löwenberger Land ·
Mühlenbecker Land ·
Oberkrämer ·
Oranienburg ·
Schönermark ·
Sonnenberg ·
Stechlin ·
Velten ·
Zehdenick